# Anomabu
Anomabu, também escrito Anomabo e anteriormente como Annamáboe, é uma vila na costa do Distrito Municipal Mfantsiman da Região Central do Sul do Gana. Anomabu tem uma população de assentamento de 14.389 pessoas.
Anomabu está localizada a 12 km a leste da Costa do Cabo, na região central do sul do Gana. Ela está localizado na estrada principal para Acra. A área total de Anomabu é de 612 quilômetros quadrados, com limites de 21 quilômetros ao longo da costa e 13 quilômetros no interior. A língua principal falada em Anomabu é fante.
De acordo com a tradição oral, a origem do nome "Anomabu" foi estabelecida pela primeira vez quando um caçador do clã Nsona descobriu a área e decidiu se estabelecer lá com sua família, eventualmente iniciando sua própria aldeia com o passar do tempo. O caçador supostamente viu alguns pássaros em cima de uma rocha, e proclamou a área "Obo noma", que se tornou o nome original da cidade. Obanoma literalmente se traduz para "pedra de pássaro", um nome que lentamente evoluiu para Anomabu ao longo dos anos.

## História

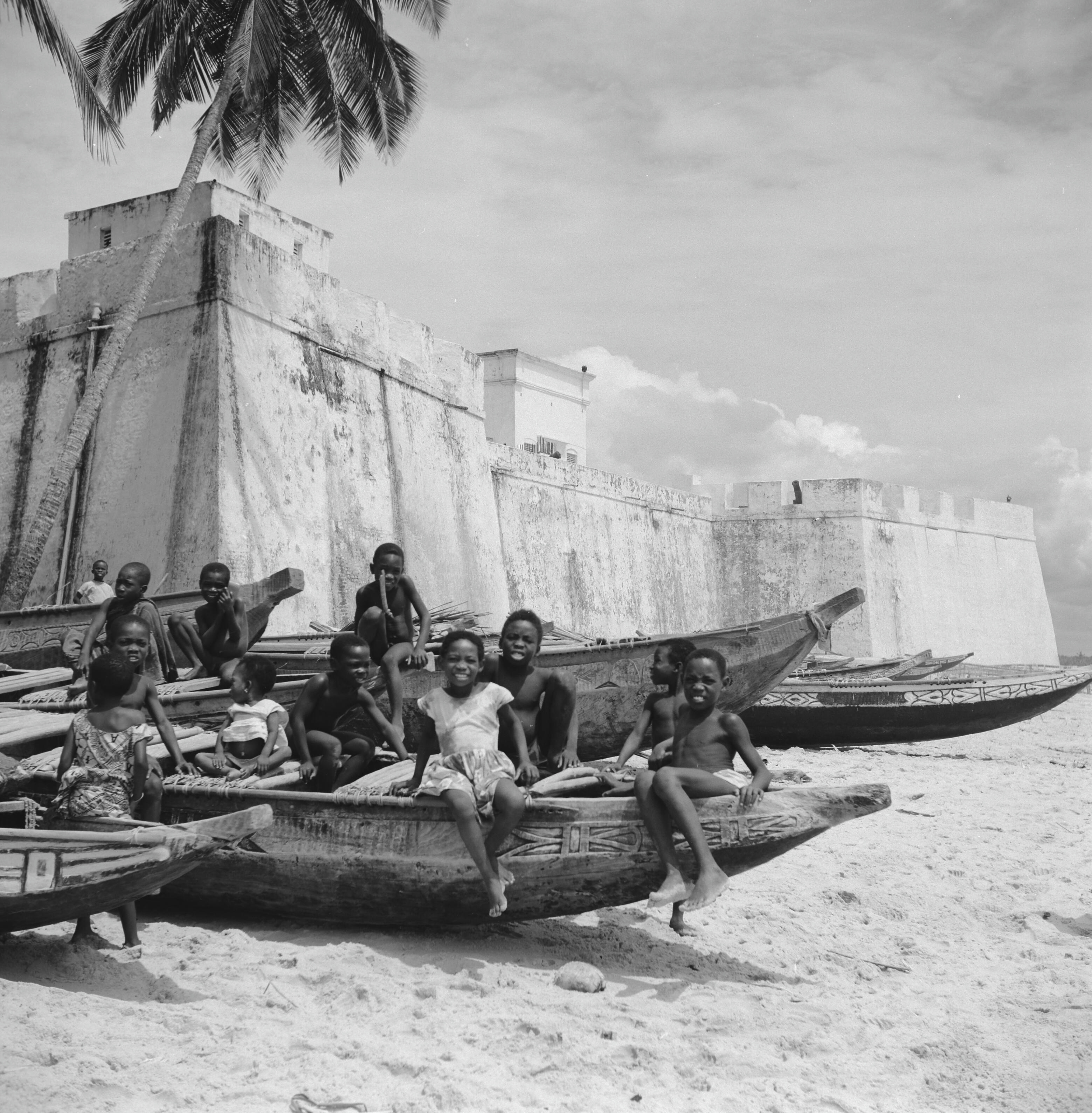
Um grupo de crianças sentadas em canoas atracadas na praia, em frente do Forte William (na época utilizado como prisão), novembro de 1996.

Anomabu já era um centro comercial costeiro há muito tempo antes de ser estabelecido como um porto de comércio de escravos, o que fez com que a cidade se tornasse proeminente no século 17. Os comerciantes Fântis de lá comerciavam principalmente ouro e grãos. Depois de convidar os holandeses a construirem uma fábrica na cidade, os comerciantes se voltaram cada vez mais para o comércio de escravos. Os ricos comerciantes Fânti apoiaram a construção de um forte inglês para promover esta causa. No entanto, a perda do monopólio da Companhia Real Africana em 1698 levou ao fechamento do forte em 1730. Sob a pressão do crescente interesse francês, Companhia de Mercadores Negociando com a África mudou-se para reconstruir o forte.
O Castelo de Anomabu, renomeado Fort William na década de 1830, foi projetado pelo engenheiro britânico John Apperley e construído entre 1753 e 1760. Na época era considerada a fortificação mais forte da costa. Está a cerca de 16 quilômetros do Castelo da Costa do Cabo.  Após a morte de Apperley em 1756, o anglo-irlandês Richard Brew assumiu a governança do forte e continuou sua construção. O forte de Anomabu tornou-se o centro do envolvimento britânico no Comércio de escravos no Atlântico ao longo da Costa do Ouro até ser abolido em 1807. Embora a falta de evidências torne difícil dizer com absoluta certeza, acredita-se que a maioria dos povos cativos vendidos em escravidão em Anomabu provavelmente vieram dos povos Axânti e Acãs do sul.
De acordo com uma pesquisa e análise de padrões de assentamento de aldeias em Anomabu feita por James Sanders na década de 1960, a distribuição de aldeias de Anomabu permaneceu relativamente constante desde meados do século XIX. Como Anomabu diminuiu em seu papel como um posto de comércio de escravos, assim como sua população - menos assentamentos foram estabelecidos em Anomabu e as áreas do interior dele, e como resultado, as aldeias a partir desse ponto até o presente permaneceram relativamente inalteradas.
Como o tecido da sociedade comercial de Anomabu era tão dependente da instituição da escravidão até esse ponto, Anomabu depois de 1807 diminuiu significativamente em seu poder como um espaço comercial econômico. No mesmo ano, uma pequena guarnição resistiu com sucesso ao exército do Império Axânti, embora a cidade tenha sofrido muito do ataque. O ataque resultou em mais de 8.000 vítimas de Anomabu.
No final do século 19, ela exportava óleo de palma, marfim, pó de ouro, amendoim e pimenta-da-guiné em troca de importações consideráveis de bens manufaturados. Sua população na década de 1870 era de cerca de 4500.
Originalmente uma pequena vila de pescadores, Anomabu acabou se tornando um dos portos comerciais mais importantes da Costa do Ouro. No século 18, a cidade se tornou um dos maiores exportadores de escravos na costa oeste da África. De acordo com o oficial colonial do século XIX George Macdonald, Anomabu era "a cidade mais forte da costa devido ao número de nativos armados que continha: toda a área terrestre era bem povoada além de ser muito rica em ouro, escravos e milho". Não apenas escravos, mas a abundância de milho foi outra razão pela qual a região Fante e Anomabu especificamente era tão desejável para os comerciantes de escravos.

## Educação
Existem 3 escolas públicas de ensino fundamental e 4 escolas privadas de ensino fundamental em Anomabu, além de uma escola de ensino médio.

## Economia
A principal ocupação dos habitantes de Anomabu é a pesca, sendo a agricultura a segunda ocupação mais popular. Outras ocupações em Anomabu incluem comércio, bem como vários trabalhos artesanais, como fabricação de cerâmica, carpintaria ou encanamento. Muitos moradores de Anomabu aceitam outros empregos quando a temporada de pesca não é produtiva o suficiente para ganhar a vida.

### Envolvimento das mulheres na pesca
De acordo com um estudo antropológico realizado em 2016 por Patience Affua Addo, a indústria pesqueira em Anomabu é altamente segmentada por género e impede a ascensão das mulheres devido à sociedade patriarcal em que existe. No entanto, nos últimos anos, as mulheres de Anomabu ganharam poder no mercado pesqueiro.
Embora as mulheres de Anomabu não participem na pesca, são vitais para o mercado e estão envolvidas na maior parte do comércio de peixe. Embora a atual formação patriarcal da sociedade Anomabu coloque os homens na vanguarda da indústria pesqueira, as mulheres começaram a ganhar destaque no contexto da pesca nos últimos anos. Em 1992, as mulheres possuíam 100 das 400 canoas de pesca existentes em Anomabu. Este número manteve-se estável em 2002, quando 38% das canoas em Anomabu também eram propriedade de mulheres. O advento da posse de uma canoa proporciona às mulheres respeito e estatuto na sua família e na comunidade ao todo.

### Turismo
Nos tempos modernos, Anomabu é um destino turístico popular, atraindo turistas de dentro da Gana e de fora.Muitos turistas visitam Forte William por causa de sua importância na época do comércio de escravos do Atlântico.

## Festivais
O povo de Anomabo celebra o festival Okyir, que é um festival anual de uma semana celebrado na segunda semana do mês de outubro. “Okyir” significa “abominação” e as pessoas celebram este festival como um lembrete dos vícios sociais da sociedade.

## Residentes notáveis nativos
William Ansah Sessarakoo (c. 1736-1770) 
Prince Whipple (c. 1750-1796) 
John Mensah Sarbah (3 de junho de 1864 – 27 de novembro de 1910)
George Ekem Ferguson (14 de julho de 1864 – 7 de abril de 1897)
James Emman Kwegyir Aggrey (18 de Outubro de 1875 - 30 de Julho de 1927)